# Ciências naturais

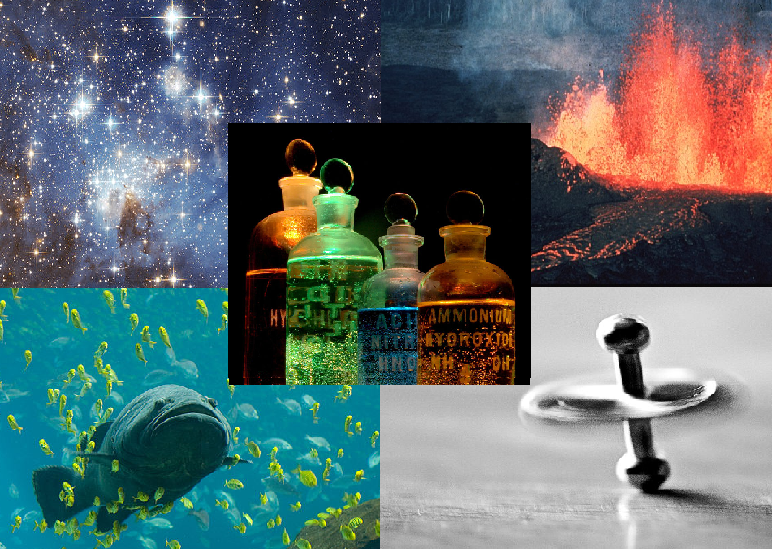
As ciências naturais procuram compreender o funcionamento do mundo em nosso entorno

As ciências naturais ou ciências da natureza constituem numa classificação que abarca as áreas da ciência que visam a estudar a natureza em seus aspectos mais gerais e fundamentais, isso é, o universo como um todo, que é entendido como regulado por regras ou leis de origem natural e com validade universal, fazendo-o de forma a focar-se nos aspectos físicos e não no homem ou em aspectos comportamentais.
Além do uso tradicional, a expressão ciências naturais é por vezes usada no dia-a-dia como sinônimo história natural. Neste sentido, "ciência natural" pode estar subentendendo biologia e talvez alguma das Ciências da Terra, em oposição às então ditas ciências físicas, como astronomia, física e química.

## História
Em tempos antigos e medievais, o estudo objetivo da natureza era conhecido como filosofia natural. No final dos tempos medievais e início dos tempos modernos, a interpretação filosófica da natureza foi sendo gradualmente substituída por uma aproximação mais científica usando o método indutivo. Os trabalhos de Ibn al-Haytham e Sir Francis Bacon popularizaram esse modo de aproximação, e assim ajudando a forjar a revolução científica.
No século XIX o estudo a ciência recebeu uma atenção maior dos profissionais e instituições, e ao fazê-lo gradualmente surgiu o nome mais moderno de ciência natural. O termo cientista foi criado por William Whewell em 1834.

## Classificação das ciências
O termo ciência natural é também usado para distinguir esses campos que usam o método científico para estudar a natureza, das ciências sociais e ciências humanas, que usam o método científico para estudar o comportamento e a sociedade humana; e das ciências formais, como a matemática e a  lógica, que usam uma metodologia diferente.
Como grupo, as ciências naturais se diferenciam das ciências sociais, por um lado, e das artes liberais (como as ciências humanas) por outro.
Apesar da matemática, estatística e ciência da computação não serem consideradas ciências naturais, elas provêm muitas ferramentas usadas dentro das ciências naturais.
Dentro das ciências naturais, o termo ciências duras é às vezes usado para descrever os subcampos que dependem de dados experimentais e quantificáveis ou o método científico e focos na precisão e objetividade. Esses campos normalmente incluem física, química e biologia. Em contraste, o termo ciências moles é usado para descrever os campos científicos que são mais dependentes de pesquisa qualitativa, como por exemplo as ciências sociais.

## Campos

### Astronomia

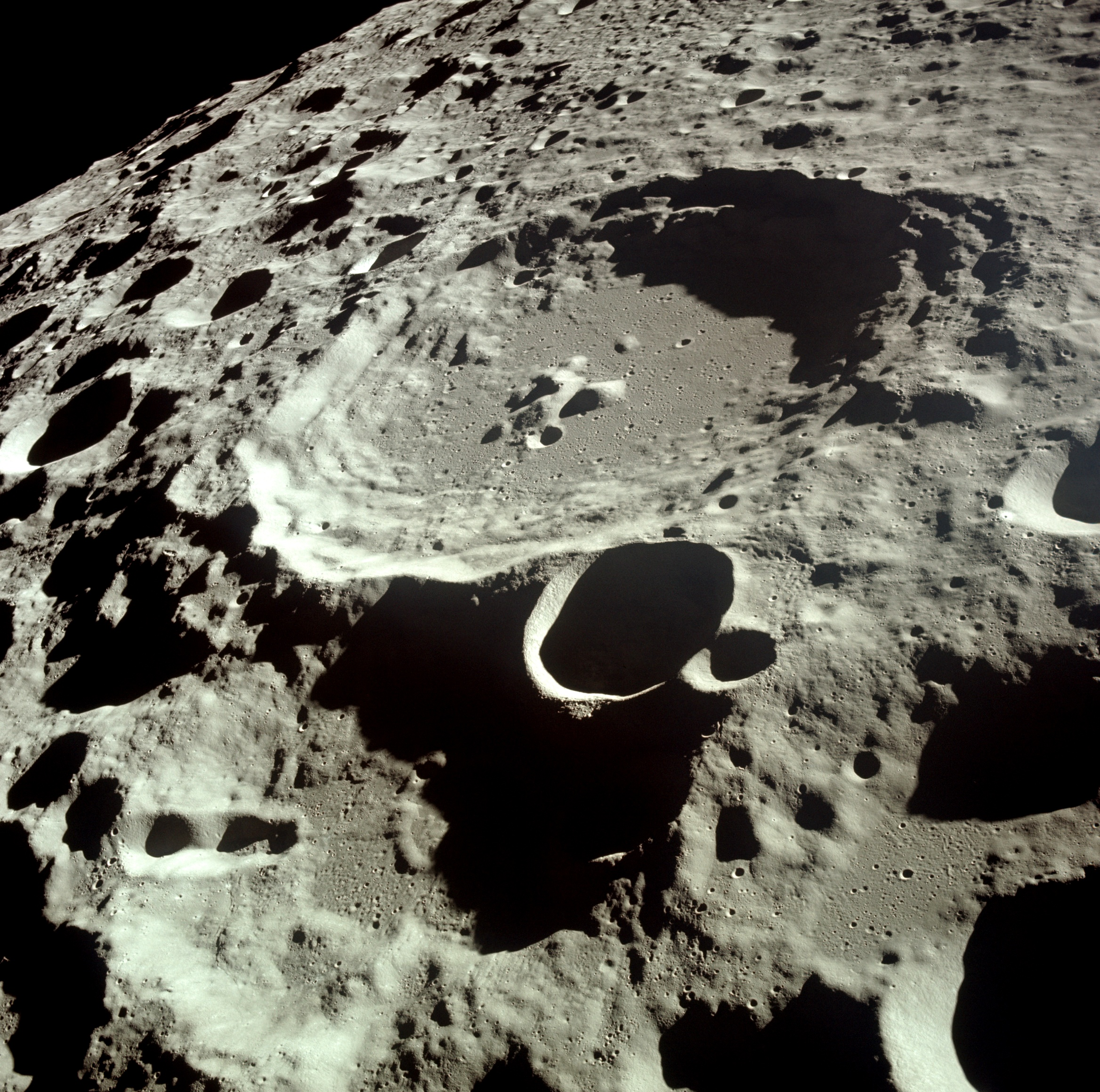
As missões espaciais têm sido usadas para coletar imagens de localidades distantes dentro do Sistema Solar, como esta foto da cratera Daedalus na Lua, tirada pela Apollo 11.

Essa disciplina é a ciência dos objetos celestes e fenômenos que se originam fora da atmosfera terrestre. Ela se preocupa com a evolução, física, química, meteorologia, e movimento dos objetos celestes, assim como a formação e desenvolvimento do universo. A astronomia inclui a examinação, estudo e modelagem de estrelas, planetas, cometas, galáxias e o cosmos. A maioria das informações usadas por astrônomos é reunida por observação remota, apesar de alguns laboratórios reproduzirem fenômenos celestes (como a química molecular do meio interestelar).
Embora as origens do estudo as características e fenômenos celestes poderem ser traçados até a antiguidade, a metodologia científica deste campo só começou a ser desenvolvida na metade do século XVII. Um fator chave foi a introdução por Galileo Galilei dos telescópios para examinar o céu à noite para obter mais detalhes. O tratamento matemático da astronomia começou com o desenvolvimento, por Isaac Newton, da mecânica celeste e das leis da gravidade, apesar de isso ter sido apoiado por trabalhos anteriores de astrônomos como Johannes Kepler. No século XIX, a astronomia se desenvolveu em uma ciência formal com a introdução de instrumentos como o espectroscópio e a fotografia, juntamente com os telescópios mais desenvolvidos e a criação de observatórios profissionais.

### Biologia

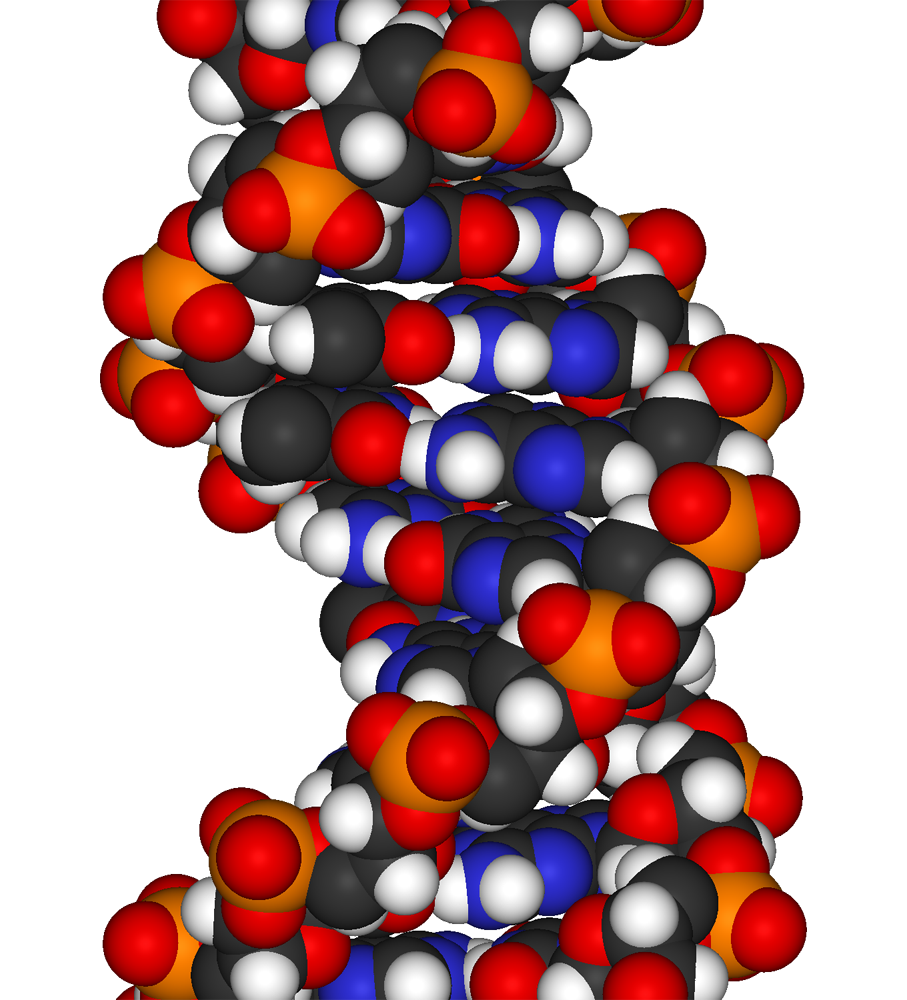
Um fragmento de DNA, uma sequência química que contém as instruções genéticas para o desenvolvimento e função dos organismos vivos.

Esse campo abrange um grupo de disciplinas que examinam os fenômenos relacionados aos organismos vivos. A escala de estudos pode variar de subcomponentes biofísicos até completos sistemas ecológicos. A biologia se interessa com as características, classificação e comportamento dos organismos, assim como o modo que as espécies foram formadas e as interações entre cada uma e com o ambiente.
Os campos biológicos de botânica, zoologia e medicina podem ser traçados até os primeiros períodos da civilização, enquanto a microbiologia foi introduzida no século XVII com a invenção do microscópio. Entretanto, foi apenas no século XIX que a biologia se tornou uma ciência unificada; assim que os cientistas descobriram semelhanças entre todas as coisas vivas foi decidido que era melhor estudá-las como um todo. Alguns desenvolvimentos chaves na ciência da biologia foi a descoberta da genética; a teoria da evolução pela seleção natural de Charles Darwin; a teoria microbiana das doenças e a aplicação de técnicas de química e física no nível de células e moléculas orgânicas.
A biologia moderna é dividida em subdisciplinas de acordo com o tipo de organismo e a escala usada nos estudos. A biologia molecular é o estudo da química fundamental da vida, enquanto a biologia celular é o exame das células, os blocos construtores básicos de toda a vida. Em um nível mais acima, a fisiologia observa as estruturas internas do organismo, enquanto a ecologia o modo que os vários organismos se inter-relacionam.

### Física
A física incorpora o estudo dos constituintes fundamentais do universo, as forças e as interações que elas exercem entre si, e os resultados produzidos por essas interações. Em geral, a física é considerada como a ciência fundamental já que as outras ciências naturais utilizam e obedecem aos princípios e leis estabelecidas por este campo. A física depende consideravelmente da matemática como uma ferramenta de trabalho lógico para a formulação e quantificação dos princípios.
O estudo dos princípios do universo tem uma longa história e deriva largamente da observação e experimentação direta. A formulação de teorias sobre as leis que governam o universo tem sido central para os estudos da física desde seu início, com a filosofia gradualmente dando lugar a uma experimentação sistemática e quantitativa com testes e observações das fontes de verificação. Desenvolvimentos históricos chaves na física inclui a lei da gravitação universal e a mecânica clássica de Isaac Newton, o entendimento da eletricidade e magnetismo, o desenvolvimento da termodinâmica, e o modelo da mecânica quântica para a física atômica e subatômica.
O campo da física é extremamente vasto, e pode incluir diversos estudos como a mecânica quântica e a física teórica até a física aplicada e a óptica. A física moderna tem aumentado sua especialização, com pesquisadores tendendo a focar uma área em particular ao invés de se tornar "universalistas" como Albert Einstein e Lev Lanau, que trabalharam em múltiplas áreas.

### Química

Essa fórmula estrutural da molécula cafeína mostra uma representação gráfica de como os átomos são arranjados.

Constituindo o estudo científico da matéria na escala atômica e molecular, a química liga principalmente com coleções de átomos, como os gases, moléculas, cristais, e metais. São estudados a composição, propriedades estatísticas, transformações e reações desses materiais. A química também envolve o entendimento das propriedades e interações de átomos individuais para uso em aplicação em escalas maiores. A maioria dos processos químicos podem ser estudados diretamente em laboratório, usando uma série de técnicas para manipulação de materiais. A química é às vezes chamada de "a ciência central", porque tem o papel de conectar as outras ciências naturais.
Os primeiros experimentos em química têm suas origens no sistema de alquimia, um conjunto de crenças combinando misticismo e experimentos físicos. A ciência da química começou a ser desenvolvida com o trabalho de Robert Boyle, o descobridor dos gases, e Antoine Lavoisier, que desenvolveu a teoria da conservação da massa. A descoberta dos elementos químicos e o conceito de Teoria atômica começou a sistematizar a ciência, e pesquisadores desenvolveram um entendimento fundamental dos estados da matéria, íons, ligações químicas e reações químicas. O sucesso dessa ciência criou a indústria química que atualmente possui um papel significativo na economia mundial.

### Ciência da Terra
Ciência da Terra (também conhecida como geociência) é um termo para todas as ciências relacionadas com o planeta Terra, incluindo geologia, geofísica, hidrologia, meteorologia, geografia física, oceanografia, e ciência do solo.
Apesar da mineração e as pedras preciosas terem sido objetos de interesse para o homem por toda a história da civilização, o desenvolvimento das ciências relacionadas com a geologia econômica e a mineralogia só ocorreu no século XVIII. O estudo da terra, em particular a paleontologia, floresceu no século XIX e o crescimento das outras disciplinas, como a geofísica, no século XX, levou ao desenvolvimento da teoria das placas tectônicas na década de 1960, resultando em um impacto similar nas ciências da Terra a que teve a teoria da evolução na biologia. As ciências da Terra atualmente estão mais ligadas à pesquisa climática e a indústria do petróleo e exploração mineral.

### Interdisciplinas
As distinções entre as disciplinas de ciências naturais não são sempre bem definidas, e elas compartilham alguns campos interdisciplinares. A física possui um papel significante nas outras ciências naturais, como a astrofísica, geofísica, físico-química e biofísica. Do mesmo modo, a química é representada por campos como bioquímica, geoquímica e astroquímica.
Um exemplo particular de ciência que utiliza múltiplas ciências naturais é a ciência ambiental. Esse campo estuda as interações dos componentes físicos, químicos e biológicos com o ambiente, com uma atenção particular para os efeitos das atividades humanas e o impacto na biodiversidade e sustentabilidade. Essa ciência também utiliza especialidades de outros campos como a economia, direito e ciências sociais.
Uma disciplina comparável é a oceanografia, que utiliza uma variedade similar de ciências. A oceanografia e sub-categorizada em interdisciplinas mais especializadas, como a oceanografia física e a biologia marinha. Como o ecossistema marinho é muito largo e diverso, a biologia marinha é dividida em muitos subcampos, incluindo especializações em espécies particulares.
Há também um grupo de campos interdisciplinares que, pela natureza dos problemas que tentam resolver, possuem uma forte corrente que vai contra a especialização. Colocando de outro modo: Em alguns campos e aplicação integrada, especialistas em mais de um campo são essenciais. Esses campos integrados incluem, por exemplo, a nanociência, astrobiologia e sistemas complexos informáticos.

## Bibliografa
- Barr, Stephen M. (2006). A Students Guide to Natural Science. Wilmington, DE: Intercollegiate Studies Institute. ISBN 978-1-932-23692-7
- Gohau, Gabriel (1990). A History of Geology. Revised and translated by Albert V. Carozzi and Marguerite Carozzi. New Brunswick: Rutgers University Press. ISBN 978-0-8135-1666-0
- Grant, Edward (2007). A History of Natural Philosophy: From the Ancient World to the 19th century. Cambridge: Cambridge University Press. ISBN 978-0-521-68957-1
- Lagemaat, Richard van de (2006). Theory of Knowledge for the IB Diploma. Cambridge: Cambridge University Press. ISBN 978-0-521-54298-2
- Mayr, Ernst (1982). The Growth of Biological Thought: Diversity, Evolution, and Inheritance. Cambridge, Massachusetts: The Belknap Press of Harvard University Press. ISBN 978-0-674-36445-5
- Oglivie, Brian W. (2008). The Science of Describing: Natural History in Renaissance Europe. Chicago: University of Chicago Press. ISBN 978-0-226-62088-6
- Prpic, Katarina (2009). Beyond the Myths about the Natural and Social Sciences: A Sociological View. Zagreb: Institute for Social Research. ISBN 978-953-6218-40-0
- Simhony, M. (2006). Invitation to the Natural Physics of Matter, Space, and Radiation. Singapore: World Scientific Publishing Co., Inc. ISBN 978-9-810-21649-8
- Smith, C.H. Llewellyn (1997). «The use of basic science». CERN. Consultado em 20 de outubro de 2012
- Stokes, Donald E. (1997). Pasteur's Quadrant: Basic Science and Technological Innovation. Washington, D.C.: Brookings Institution Press. ISBN 978-0-815-78177-6